# Maietta
Maietta es un género de dípteros nematóceros perteneciente a la familia Limoniidae. Es originario de Chile.

## Especies
- Contiene las siguientes especies:
- M. squamigera Alexander, 1929
- M. trimedia Alexander, 1967